# Open Source Intelligence
(Umberto Rapetto e Roberto Di Nunzio)
La Open Source Intelligence, in acronimo OSINT (lett. "Intelligence su fonti aperte"), è quella disciplina dell'intelligence che si occupa della ricerca, raccolta e analisi di dati e di notizie d'interesse pubblico tratte da fonti aperte e pubbliche. Questa branca è stata introdotta durante la seconda guerra mondiale dalle agenzie di sicurezza di alcune nazioni.

## Descrizione
Nell'ambito di operazioni d'intelligence il termine Open Source si riferisce a fonti pubbliche, liberamente accessibili, in contrapposizione a fonti segrete o coperte. Non ha nulla a che fare con il software libero, chiamato in inglese open source software.
L'OSINT utilizza diverse fonti di informazioni fra cui:
- Mezzi di comunicazione: giornali, riviste, televisione, radio, siti web e social network.
- Dati pubblici: rapporti dei governi, piani finanziari, dati demografici, dibattiti legislativi, conferenze stampa, discorsi, avvisi aeronautici e marittimi.
- Osservazioni dirette: fotografie di piloti amatoriali, ascolto di conversazioni radio e osservazione di fotografie satellitari. La diffusione di fotografie satellitari, spesso in alta risoluzione, sulla rete (ad esempio Google Earth) ha esteso la possibilità di Open source intelligence anche per aree che prima erano disponibili solo alle maggiori agenzie di spionaggio.
- Professionisti e studiosi: conferenze, simposi, lezioni universitarie, associazioni professionali e pubblicazioni scientifiche.[4]

La maggior parte delle informazioni ha dimensioni geospaziali, ma molto spesso disattendono il lato geospaziale di OSINT: non tutti i dati open source sono testo senza struttura. Alcuni esempi di open source geospaziali sono: copie materiali o digitali di mappe, atlanti, repertori geografici, progetti di porto, dati gravitazionali, aeronautici, nautici, geodetici, geo-antropici, ambientali, di iconografia commerciale, lidar, iper- e multi-spettrali, foto aeree, di web services di mash-up, di database spaziali. La maggior parte di tale materiale geospaziale è trattato attraverso un software del tipo GIS.
L'OSINT applica un specifico processo di gestione delle informazioni, data l'attenzione richiesta nell'individuazione preventiva e selezione delle fonti rilevanti, nonché nella determinazione del loro grado di attendibilità. Lo scopo di questa tipologia di analisi rimane comune a quello delle altre discipline: colmare gap informativi a supporto di una specifica decisione (operata da un singolo o da un gruppo).
L'OSINT è definita congiuntamente sia dal Direttore dell'intelligence nazionale sia dal Dipartimento della Difesa degli Stati Uniti (DoD) come "prodotta dalle informazioni pubblicamente disponibili che sono raccolte, sfruttate e diffuse in modo tempestivo presso un pubblico appropriato allo scopo di soddisfare uno specifico requisito d'intelligence.
L'OSINT, nel 2005, è stata definita dall'Office of Management and Budget statunitense sotto la categoria "Forze ed appoggio diretto" e specificamente per il DoD sotto il Codice Commerciale M320 come
Open Source Intelligence (OSINT) Collection/Processing
Vi è un ampio ventaglio di operatori economici che vendono "prodotti informativi" specificamente rientranti in questa categoria.
L'OSINT ha subito notevoli cambiamenti alla fine del XX secolo. Negli Stati Uniti l'aspetto di rilievo dell'OSINT risiede oggi nel conflitto tra militari, governo e settore privato su come si dovrebbe ottenere il nucleo principale dell'intelligence. Con l'avvento di Internet, delle comunicazioni istantanee e della ricerca avanzata sui media, il nucleo dell'intelligence utilizzabile ed in grado di consentire previsioni può essere ricavata da fonti pubbliche, non "classificate". Le agenzie governative sono state lente ad adottare OSINT, o a convincersi di disporre già flussi informativi validi provenienti dai mezzi di comunicazione di massa, e dai registri pubblici e di istituzioni scolastiche.
I giornalisti accreditati sono in qualche misura protetti nella loro attività di fare domande e cercare materiale da pubblicare su media riconosciuti, anche se talora vengono arrestati e condannati a pene detentive per aver cercato ciò che consideriamo OSINT . La raccolta illegale di dati da parte di individui per conto di apparati militari o d'intelligence stranieri è considerato spionaggio nella maggior parte dei paesi. Ciò non toglie che lo spionaggio "non configurante tradimento" (ossia tradire lo stato di cui si sia cittadini) sia considerato fin dall'antichità un normale e necessario strumento di esercizio del potere statuale, oltre che — sul piano soggettivo — un "mestiere onorevole". La maggior parte dei paesi riconosce questo principio, e di conseguenza — quando il loro servizio di controspionaggio cattura una spia straniera — normalmente l'agente segreto "scoperto" è rispedito senza tante cerimonie al paese di provenienza dopo un debriefing ostile. La vera sottoposizione a pena o il rifiuto di rimpatriare l'agente operante con copertura "non ufficiale" di norma è la conseguenza di relazioni internazionali molto deteriorate, peraltro integrante un atto di eccezionale inimicizia, ancorché non giuridicamente e ufficialmente sanzionabile.
L'approccio analitico nel processo OSINT, avviato dall'input informativo del decisore, consiste in quattro fasi distinte:
1. Scoperta (Discovery) – Sapere chi sa (Know who Knows)
2. Individuazione (Discrimination) – sapere cosa è cosa (Know What’s What)
3. Distillazione (Distillation) – Sapere cosa è "rilevante" (Know What’s hot)
4. Disseminazione (Dissemination) - Sapere chi è chi (Know Who’s Who)[9]

## Rilievo
Secondo il rapporto della Commission on the Intelligence Capabilities of the United States Regarding Weapons of Mass Destruction reso noto nel marzo 2005, l'OSINT va compresa nel processo di acquisizione di intelligence da ogni fonte per le seguenti ragioni:
1. La natura sempre mutante della nostra intelligence obbliga la Intelligence Community a comprendere velocemente e con facilità un ampio spettro di culture e paesi stranieri.- … le minacce odierne sono in celere mutamento e geograficamente diffuse; è un fatto di comune esperienza che un analista di intelligence può essere costretto a passare rapidamente da un argomento ad un altro. Sempre più spesso, i professionisti dell'IC (Intelligence Collection, raccolta d'intelligence) hanno bisogno di assimilare presto informazioni sociali, economiche, e culturali su un paese — informazioni spesso esposte da "fonti aperte".[10]
2. Le informazioni open source forniscono una base per comprendere il materiale "classificato".[11] Malgrado la gran quantità di materiale classificato prodotto dalla IC, la quota di informazioni classificate prodotta su un singolo argomento può essere piuttosto limitata, e risultare fuorviante se vista da una prospettiva di fonte classificata. Forse il più importante esempio contemporaneo si riferisce al terrorismo, dove l'OSINT può colmare le lacune e dar vita a collegamenti che permettono agli analisti di meglio intendere l'intelligence frammentaria, i piani terroristici di cui si parla più o meno a vanvera, i probabili mezzi di attacco, ed i bersagli potenziali.
3. I materiali open source possono proteggere le relative fonti e i relativi metodi. A volte un giudizio di intelligence che è effettivamente fondato su informazioni "sensibili" e "classificate" (nel senso già precisato) può essere difeso attraverso la sua prospettazione come risultato di ricerca open source. Questa tecnica si rivela particolarmente utile alle autorità politiche quando vogliano esporre i motivi delle proprie scelte, o comunicare con corrispondenti autorità straniere — in ogni caso senza compromettere la vera fonte classificata.
4. Esistono validi software specifici per l'OSINT in grado di mantenere una pratica "cronologia" dei risultati, che al tempo stesso raccoglie i relativi dati e attesta l'evoluzione storica della cultura e della società mondiali. Un'operazione analoga risulta ardua, se non impossibile, lavorando sui metodi di raccolta da fonti classificate.

## Processo
La raccolta d'informazioni nell'OSINT è generalmente un problema diverso da quello rappresentato da altre discipline di raccolta, nelle quali ottenere l'informazione grezza da analizzare può essere affare di elevata difficoltà, specie se tale dato iniziale dev'essere estratto da fonte non collaborativa. Nell'OSINT, la difficoltà principale consiste nel vagliare le fonti rilevanti ed affidabili partendo da una vasta congerie di informazioni di pubblico dominio. Tuttavia, non è poi una grande sfida per quelli che sanno come accedere alla conoscenza locale e come sfruttare quegli esperti in carne ed ossa che possono creare "conoscenza su misura" all'istante.

## Storia
Nell'autunno del 1992, il senatore David Boren, all'epoca presidente del Senate Select Committee on Intelligence,
si fece promotore del National Security Act of 1992, nel tentativo di realizzare una piccola riforma della United States Intelligence Community. La sua controparte presso il House Permanent Select Committee on Intelligence era il membro del congresso Dave McCurdy.
La versione della Camera dei rappresentanti in fatto di legislazione comprendeva un Open Source Office, su consiglio di Larry Prior, un riservista dei Marines che aveva frequentato intensamente il Marine Corps Intelligence Command e poi era passato nello "staff" del House Permanent Select Committee on Intelligence.
La commissione Aspin-Brown affermò nel 1996 che il ricorso alle fonti aperte da parte USA era "gravemente carente", e che ciò avrebbe dovuto costituire una "priorità elevatissima" sia per il reperimento di risorse finanziarie, sia per l'attenzione del Director of Central Intelligence.
Nel rapporto finale del luglio 2004, la Commissione d'indagine sugli attentati dell'11 settembre 2001 raccomandava la creazione di un'agenzia per l'open source, ma senza ulteriori dettagli o commenti. Successivamente, il rapporto della Iraq Intelligence Commission (2005) raccomandò la costituzione di un Open Source Directorate presso la CIA.
Seguendo queste raccomandazioni, nel novembre 2005 il Director of National Intelligence annunciò la creazione del DNI Open Source Center. Esso fu fondato per raccogliere informazioni disponibili su "Internet, database, stampa, radio, televisione, video, dati geospaziali, foto ed iconografia commerciale". Al di là della mera raccolta di open source, dovrebbe pure aiutare gli analisti a fare un miglior uso di tali informazioni. Il centro ha pure assorbito il preesistente Foreign Broadcast Information Service (FBIS), originariamente costituito nel 1941, sotto la direzione di Douglas Naquin .
Nel dicembre 2005, il DNI nominò Eliot A. Jardines vicedirettore preposto all'open source — un alto funzionario incaricato di fornire strategia, guida e visione d'insieme nell'ambito della National Open Source Enterprise. Jardines ha fondato la National Open Source Enterprise ed è stato autore dell'Intelligence Community Directive 301.

## Comunità OSINT

### Governo
Sono presenti svariate attività open source nell'ambito del governo USA. Sovente sono indicate come "monitoraggio dei media", "analisi dei media", "ricerca su internet" e "sondaggi pubblici", ma si tratta in ogni caso di attività rivolte all'open source.
La Biblioteca del Congresso sostiene la Federal Research Division (FRD), che conduce "a contratto" una gran mole di ricerca open source su misura in favore dell'esecutivo.

### Intelligence
Le attività open source dell'U.S. Intelligenge Community (note come National Open Source Enterprise) sono sancite dalla già ricordata Intelligence Community Directive 301. Tale documento stabilisce autorità e responsabilità dell'Assistant Deputy Director of National Intelligence for Open Source (ADDNI/OS), del DNI's Open Source Center e del National Open Source Committee.
Prima che fosse istituita la National Open Source Enterprise, il Foreign Broadcast Information Service (FBIS), fondato nel 1941, era la principale unità OSINT del governo, e si occupava di trascrivere e tradurre le trasmissioni straniere. Inglobò il Defense Department's Joint Publications Research Service, che svolgeva una funzione simile con le opere a stampa straniere, tra cui quotidiani, riviste e pubblicazioni tecniche.

### Ambienti militari
L'ex sottosegretario per l'intelligence Stephen Cambone incoraggiato parzialmente dai rapporti del Defense Science Board sulla comunicazione strategica e la "transizione verso le ostilità e ritorno", ha creato il Defense Open Source Program (DOSP). Fino al 2006 non è stata assegnata alcuna agenzia esecutiva per questo programma.
Gli uffici militari americani impegnati in attività OSINT comprendono:
- US Army Foreign Military Studies Office
- US Army Asia Studies Detachment
- Open Source Branch, Joint Intelligence Center, U.S. Special Operations Command[32]
- Foreign Media Monitoring in Support of Information Operations, United States Strategic Command

### Sicurezza interna
Il Dipartimento della sicurezza interna degli Stati Uniti d'America ha in attività un reparto OSINT.
Dovrebbe essere denominato Domestic Open Source Enterprise.

### Forze di polizia
Le unità delle Forze di Polizia utilizzano le informazioni provenienti da fonti aperte a supporto delle normali attività investigative.
Esempi di successo in questo senso sono stati forniti da Scotland Yard, in particolare per l'opera di Steve Edwards (premiato con l'Ordine dell'Impero Britannico), e dal reparto OSINT della Polizia a cavallo canadese.
Anche Interpol ed Europol hanno praticato per un certo periodo l'OSINT, benché tale attività sia risultata intimamente connessa alle brillanti individualità di taluni eccellenti investigatori, e pertanto — con la cessazione dal servizio di costoro — al momento presente parrebbe sostanzialmente condannata alla desuetudine.
È noto che pure il New York City Police Department mantiene un'unità OSINT specifica.

### Mondo accademico
Lo Institute for Intelligence Studies del Mercyhurst College, i centri OSINT della Auburn University, della Sam Houston State University, e dell'University of Maryland sono rilevanti esempi della comunità OSINT universitaria.
Le università stanno sempre più scoprendo che — a fianco alla tradizionale produzione culturale nell'ambito delle scienze in genere, e delle scienze sociali segnatamente — possono competere con altri soggetti per soddisfare la domanda di open source intelligence. Un esempio di successo in questo senso, focalizzato sulla repressione della frode assicurativa in ambito agricolo e su altri schemi investigabili di abuso è dato dal Center for Agribusiness Excellence presso la Tarleton State University in Texas.

### Affari
L'OSINT applicata al modo degli affari comprende i "rami" denominati Commercial Intelligence, Competitor Intelligence, e Business Intelligence.
La legislazione italiana ed il GDPR hanno imposto limitazioni alla raccolta ed all'uso indiscriminato d'informazioni liberamente disponibili. Il loro utilizzo per scopi commerciali può richiedere il ricorso all'information brokering e agli investigatori privati nelle fasi di raccolta ed analisi.

### Giornalismo Investigativo
L'OSINT per il giornalismo è un settore pionieristico che sfrutta gli aspetti investigativi delle tecniche OSINT al fine di ottenere informazioni utili per le inchieste giornalistiche.
Tra i corsi attivi con questa specializzazione si segnalano il corso dell'Associazione di Giornalismo Investigativo (AGI) e del Centro di Giornalismo Investigativo di Londra (CIJ).

## Riferimenti nella cultura di massa
L'attività di una unità OSINT statunitense ha costituito lo sfondo della trama spionistica del romanzo I sei giorni del Condor (1974) e del film I tre giorni del Condor (1975) da cui è stato tratto.